# Henderson Pyramid
Henderson Pyramid är en bergstopp i Antarktis. Den ligger i Östantarktis. Nya Zeeland gör anspråk på området. Toppen på Henderson Pyramid är 2 450 meter över havet.
Terrängen runt Henderson Pyramid är kuperad västerut, men österut är den bergig. Trakten är obefolkad. Det finns inga samhällen i närheten.